# Sede Warburg
Sede Warburg (hebr. ‏שְׂדֵה וַרְבּוּרְג‎) – moszaw położony w samorządzie regionu Derom ha-Szaron, w Dystrykcie Centralnym, w Izraelu.
Leży na równinie Szaron, w otoczeniu miast Kefar Sawa i Ra’ananna, oraz moszawów Gan Chajjim, Bacra, Cherut, Miszmeret i Cofit, oraz kibuców Ramat ha-Kowesz i Nir Elijjahu.

## Historia
Moszaw został założony 17 maja 1938 przez imigrantów z Niemiec. Nazwany na cześć botanika i działacza syjonistycznego Ottona Warburga (1859–1938).

## Kultura i sport
W moszawie jest ośrodek kultury oraz boisko do piłki nożnej.

## Gospodarka
Gospodarka moszawu opiera się na intensywnym rolnictwie, sadownictwie i uprawach warzyw w szklarniach.

## Komunikacja
Przez moszaw przechodzi lokalna droga, którą jadąc na zachód dojeżdża się do drogi ekspresowej nr 4  (Erez–Rosz ha-Nikra), a jadąc na wschód dojeżdża się do drogi nr 554  i moszawów Gan Chajjim oraz Cofit.